# Fredericka Mandelbaum
Fredericka Mandelbaum (Kassel, 25 maart 1825 – Hamilton, 26 februari 1894) was een Duits-Amerikaanse crimineel die als heler opereerde voor de bendes uit New York ten tijde van de Gilded Age. Ze werd in de New Yorkse pers bijna altijd aangeduid als "Moeder Mandelbaum".

## Biografie

### Vroege jaren
Fredericka Mandelbaum werd geboren als Fredericka Henriette Auguste Wiesener in de Duitse stad Kassel en in 1827 huwde ze met de marskramer Wolf Mandelbaum. Haar echtgenoot migreerde als eerste naar New York en in 1850 reisde zij hem achterna. Ze kwamen te wonen in Little Germany aan de Lower East Side van New York. De Mandelbaums verdienden aanvankelijk hun geld als marskramers in stoffen en snuisterijen. Tussen 1860 en 1867 kreeg ze vier kinderen; twee jongens en twee meisjes.

### Criminele loopbaan
In deze periode wilde Mandelbaum meer uit het leven halen en langzamerhand groeide ze uit tot een moederlijk figuur die arme kinderen leerde zakkenrollen en te stelen uit winkels. Ze kocht van hen de spullen over die ze hadden gestolen en verkocht deze voor meer geld door. Met het geld dat zij en Wolf verdienden huurde ze een gebouw aan Clinton Street waar ze een fournituren- en stoffenwinkel openden en met het gezin woonde. De zaak liep goed, maar het gebouw had ook een vleugel die jarenlang dienstdeed als opslagplaats voor de gestolen goederen. Later had ze nog andere opslagplaatsen om haar onrechtmatig verkregen buit in op te slaan. Haar echtgenoot Wolf Mandelbaum overleed in 1875.
Voor een periode van ongeveer twintig jaar was Mandelbaum de belangrijkste ontvanger van gestolen goederen in New York en leidde ze een kleine criminele organisatie die een klein leger aan dieven, zakkenrollers en inbrekers ondersteunde in hun activiteiten. Waarschijnlijk kocht en verkocht ze in deze periode goederen voor de waarde van 10 miljoen dollar en lag haar persoonlijke fortuin tussen de 500.000 en 1 miljoen dollar. Mandelbaum kon onder meer bendeleider Mike Kurtz en de inbreekster Sophie Lyons tot haar clientèle rekenen.

### Arrestatie
In een poging om de criminaliteit in de stad aan te pakken besloot de nieuwe openbaar aanklager van de stad, Peter Olney om Mandelbaum aan te pakken. Deze huurde een privédetective in om een val voor Mandelbaum op te zetten. Pas nadat Olney voldoende bewijs had verzameld pakte hij haar samen met haar zoon Julius en assistent op. Ze wist op borgtocht vrij te komen en wist ook de andere op deze manier vrij te krijgen. In de rechtbank pleitte ze voor haar onschuld. Haar advocaten wisten het vervolgens voor elkaar te krijgen dat de zaak voor een hogere rechtbank werd gebracht, maar toen deze zaak zich aandiende was ze nergens te vinden.

### Leven in Canada
In het geheim was Mandelbaum met haar zoon en assistent de Amerikaans-Canadese grens over gestoken en kwamen ze in Hamilton terecht. De lokale politie pakte hen wegens het in het land brengen van gestolen diamanten, maar de juwelier kon hen niet identificeren. Nadat ze werd vrijgelaten bleef Mandelbaum in Hamilton wonen waar ze een fourniturenzaak had. Volgens een gerucht zou ze eenmaal de grens zijn overgestoken om op afstand de begrafenis van haar dochter Anna bij te wonen. Na een lang ziekbed overleed Mandelbaum in Hamilton. Ze werd begraven in de Union Fields Cemetery in Queens.
- Gemeinsame Normdatei: 143478265
- International Standard Name Identifier: 0000 0001 1459 7942
- Library of Congress Control Number: n2024016782
- Nationale Bibliotheek van Israël: 987007413542705171
- Virtual International Authority File: 11941546
- WorldCat: E39PBJwtmHcjjtYvd6RgVcBQMP